# Leucoraja pristispina
Leucoraja pristispina (лат.) — вид хрящевых рыб семейства ромбовых скатов отряда скатообразных. Обитают в тропических водах восточной части Индийского океана. Встречаются на глубине до 504 м. Их крупные, уплощённые грудные плавники образуют диск в виде ромба. Максимальная зарегистрированная длина 40,1 см. Откладывают яйца. Не являются объектом целевого промысла.

## Таксономия
Впервые вид был научно описан в 2008 году. Видовой эпитет происходит от слов др.-греч.  πριόνι — «пила» и лат. spinus — «шип». Голотип представляет собой взрослого самца длиной 36,2 см, пойманного неподалёку от рифов Роули  (18°07′ ю. ш. 118°09′ в. д.) на глубине 400—404 м. Паратипы: неполовозрелые и молодые самцы (20,5—33,2 см) и самки (12,4—35,1 см), пойманные на глубине 404—430 м.

## Ареал
Эти бентопелагические скаты являются эндемиками Западной Австралии. Встречаются на глубине 200—505 м.

## Описание
Широкие и плоские грудные плавники этих скатов образуют диск в виде перевёрнутого сердечка с треугольным рылом и закруглёнными краями. На вентральной стороне диска расположены 5 жаберных щелей, ноздри и рот. На тонком хвосте имеются латеральные складки. У этих скатов 2 редуцированных спинных плавника и редуцированный хвостовой плавник. Ширина диска в 1—1,2 раза больше длины и равна 54—60 % длины тела. Закруглённое рыло образует угол 90—104°. Хвост, длинный, сужающийся к концу, его длина составляет 1,0—1,1 расстояния от кончика рыла до клоаки. Хвост довольно тонкий. Ширина хвоста в средней части равна 1,7—1,9 его высоты и у основания первого спинного плавника. Расстояние от кончика рыла до верхней челюсти составляет 13—14 % длины тела и в 1,7—2,0 раза превосходит дистанцию между ноздрями. Длина головы по вентральной стороне равна 25—28 % длины тела. Длина рыла в 2,7—3,4 превосходит, а диаметр глаза равен 88—100 % межглазничного пространства. Первый и второй спинной плавники соединены между собой. Высота первого спинного плавника в 1,8—2,6 раз больше длины его основания. Расстояние между началом основания первого спинного плавника и кончиком хвоста в 2,1—2,7 раз превосходит длину его основания и в 1,6—4,3 длину хвостового плавника. Брюшные плавники среднего размера. У половозрелых самцов длина задней лопасти составляет 17—20 %, а длина класперов 21—24 % длины тела, длина передней лопасти равна 61—70 % длины задней лопасти. Дорсальная поверхность диска усеяна колючками. В затылочно-лопаточной области шипы расположены очень плотно и образуют треугольник. В ростральной и межглазничной области шипы присутствуют как у молодых самцов, так и у самок. Маларные шипы хорошо развиты и расположены на уровне орбит и брызгалец. Область аларных шипов удлинёная, но немного короче расстояния от кончика рыла до брызгалец. Хвост покрыт несколькими неровными рядами колючек. Грудные плавники образованы 61—64 лучами. Количество позвонков 121—127. На верхней челюсти имеются 47—55 зубных рядов. Дорсальная поверхность диска бледного серого или коричневатого цвета. Вентральная поверхность беловатая. Чувствительные поры, расположенные на вентральной стороне диска, не имеют тёмной окантовки. У молодых скатов края кончики спинных плавников тёмные.
Максимальная зарегистрированная длина 40,1 см.

## Биология
Вероятно, эти скаты откладывают яйца, заключённые в жёсткую роговую капсулу с выступами на концах. Эмбрионы питаются исключительно желтком. Длина при рождении около 9 см.

## Взаимодействие с человеком
Эти скаты не являются объектом целевого промысла. Международный союз охраны природы присвоил виду охранный статус «Вызывающий наименьшие опасения».